# Pedro Pastor
Pedro Pastor Guerra (Madrid, 18 de noviembre de 1994) es un cantautor español independiente especialmente conocido por sus letras de contenido social comprometido y crítico expresadas a través de la fusión de la canción de autor con el folk o el hip hop, entre otros estilos.Además de cantautor en solitario, es integrante de Los Locos Descalzos, un grupo musical formado por Nico Martos, Álvaro Navarro y Alan Denis, que se unieron al artista en 2015 como banda de acompañamiento.

## Biografía
Pedro Pastor nace en el seno de una familia ligada al mundo de la música. Su padre es el conocido cantautor Luis Pastor y su madre Lourdes Guerra, también dedicada a la música y a su vez hermana del cantautor Pedro Guerra.  Cuando Pedro Pastor tenía cuatro años, la familia se mudó a Rivas-Vaciamadrid, donde vivió su infancia. Con un ambiente familiar que le inculca el amor por la música, se pone en contacto con diferentes instrumentos: comienza con clases de piano, pero lo deja a los 12 años y es entonces cuando comienza a tocar la guitarra, instrumento por el cual sintió atracción desde el principio. A los 13 años compone su primera canción, y comienza a participar en los conciertos de su padre, que ya había producido varios discos, en los cuales empieza a distribuir sus primeras maquetas caseras. Más tarde empieza a ir a esos conciertos a tocar como guitarrista, actuando en varias ocasiones conjuntamente con su padre y su madre, sin dejar de componer sus propias canciones.  
Con 15 años ofrece su primer concierto en solitario con un repertorio de composiciones propias, en su barrio. En 2010 descubrió el local Libertad 8 en Madrid y sus "micros abiertos", gracias al cantautor Andrés Sudón y a su hermano Suso Sudón. Empezó a actuar allí a menudo, descubriendo a diferentes artistas y también dándose a conocer a él mismo y sus canciones. 
Después de la publicación de su primer disco decidió definitivamente que quería dedicarse a la música, y ha continuado y continúa produciendo hasta el día de hoy. 
Actualmente tiene publicados siete álbumes completos, además de numerosos sencillos, y realiza conciertos y giras tanto en solitario como junto a Los Locos Descalzos, en España y en diferentes países de América Latina.
Se trata de un artista activo, tanto en música en directo como en redes sociales, las cuales utiliza para difundir su música, su mensaje y sus ideas. 

## Trayectoria
En 2012 sale a la luz el EP, titulado Aunque esté mal contarlo, grabado en formato acústico de voz, guitarra, bajo y violín. El trabajo se compone de seis temas de mensaje comprometido y crítico, que muestran el espíritu inconformista del cantautor. Con este repertorio realiza su primera gira por diversas ciudades españolas.
En 2014 publica su segundo disco, titulado La vida plena, siendo su primer disco de larga duración.  El trabajo de autoedición y distribución de manera independiente en su afán de conectar directamente con el público define la personalidad creadora del artista con temas que hablan de las vivencias e ideales del ser humano y con un alto contenido social y político de trasfondo. Entre los temas que se incluyen en el trabajo se encuentran La vida plena, Verde Selva y Mi anarquía. El álbum se presenta en octubre de ese mismo año en la sala Galileo Galilei de Madrid. Con este trabajo realiza una gira por España y Latinoamérica.
En 2016 publica Solo los locos viven la libertad en colaboración con el músico y poeta Suso Sudón, con el cual ha compartido dos giras y varios conciertos. Este trabajo está compuesto por once temas de autoría compartida (salvo El tiempo está después de Fernando Cabrera), y se grabó en directo en el Museu Bar L’Oncle Jack de Barcelona. Es un álbum que reúne música y poesía en un estilo que ellos mismos denominan "poecanciones".
En 2017 autoedita su segundo disco de larga duración, titulado SoloLuna. Es u álbum que incluye sonoridades que pasan por el folk latinoamericano, la música africana y el ska e incluye un dúo con Luis Pastor titulado Centro. Con este trabajo realiza una gira por toda la geografía española y vuelve a Latinoamérica, donde visita Argentina, Colombia y Chile, junto a su grupo Los Locos Descalzos.
En 2019 publica junto a Los Locos Descalzos su tercer álbum de estudio bajo el título Vulnerables, con colaboraciones de artistas como Perotá Chingó, El Caribefunk, Fetén Fetén y Suso Sudón. El tema Desnudémonos aparece como primer single de este trabajo.
En 2021 publica también junto a su banda su disco titulado Vueltas, conformado por doce canciones.
El último disco de Pedro Pastor y Los Locos Descalzos, lanzado en marzo de 2024, es una producción de otras doce canciones, titulada Escorpiano. Vinculadas directamente con Latinoamérica, sus letras hablan de esas tierras.

## Estilo e influencias
La música de Pedro Pastor combina diferentes estilos y temáticas, adaptándose al concepto de cantautor actual pero sin perder la esencia de carga social de las generaciones de cantautores anteriores. Sus siete discos conforman una mezcla de canciones de rap, hip hop, rumba, música de influencia africana, baladas lentas, etc., así como influencias de América Latina.

## Discografía
- Aunque esté mal contarlo (EP) (2012)
- La vida plena (2014)
- Solo los locos viven en la libertad (2016) (con Suso Sudón)
- SoloLuna (2017)
- Vulnerables (2019) (con Los Locos Descalzos)
- Vueltas (2021) (con Los Locos Descalzos)
- Escorpiano (2024) (con Los Locos Descalzos)